# (6193) Manabe
(6193) Manabe est un astéroïde de la ceinture principale.

## Description
(6193) Manabe est un astéroïde de la ceinture principale. Il fut découvert le 18 août 1990 à Kitami par Kin Endate et Kazuro Watanabe. Il présente une orbite caractérisée par un demi-grand axe de 2,40 UA, une excentricité de 0,22 et une inclinaison de 8,6° par rapport à l'écliptique.

## Compléments